# Frankie Montecalvo
Frankie Montecalvo (ur. 28 grudnia 1990 roku) – amerykański kierowca wyścigowy.

## Kariera
Montecalvo rozpoczął karierę w międzynarodowych wyścigach samochodowych w 2010 roku od startów w klasie LMPC American Le Mans Series, gdzie raz stanął na podium. Z dorobkiem 37 punktów uplasował się na szesnastej pozycji w końcowej klasyfikacji kierowców. W późniejszych latach Amerykanin pojawiał się także w stawce Cooper Tires Prototype Lites Championship, 24-godzinnego wyścigu Le Mans, FIA World Endurance Championship, European Le Mans Series oraz United Sports Car Championship.